# FANTASIC SHOW
『FANTASIC SHOW』（ファンタジック ショウ）はTHE HOOPERSの2ndアルバム。2018年11月28日、ユニバーサルシグマより発売。

## 概要
- 通常盤、初回限定LIVE盤(CD＋DVD)、初回限定MV盤(CD＋DVD)の計三種が発売された。
- 「Cheers!」にはi☆Risの渋谷梓希が参加。
- 「コイゴコロ」の-4 roses-のメンバーは未来、陽稀、星波、Lee。
- 「クリアスカイ(New Ver.） 」は休養中だった陽稀も参加して新録された。

## 収録曲
1. トロイメライ
  - 作詞：高木誠司 作曲：Dr.Dalmatian 編曲：KUME.
2. Cheers!
  - 作詞：高木誠司 作曲：中村瑛彦(SUPA LOVE) 編曲：KUME.
3. ユラメクホノオ
  - 作詞/作曲：40mP  編曲：KUME.
4. Interlude 1
5. ヴァンパイアキス
  - 作詞/作曲：Dr.Dalmatian 編曲：KUME.
6. シロツメクサ
  - 作詞/作曲：黒うさP 編曲：KUME.
7. ジュエルの鼓動が聴こえるか?
  - 作詞：nagi、高木誠司 作曲：Dr.Dalmatian  編曲：KUME.
8. コイゴコロ / ザ・フーパーズ -4 roses-
  - 作詞/作曲：：TAMATE BOX（UNIST） 編曲：KUME.
9. TOMOSHIBI / 未来 (ザ・フーパーズ)
  - 作詞：SHIKATA 作曲：SHIKATA•KAY 編曲：KUME.
10. Interlude 2
11. SHAMROCK
  - 作詞/作曲：TAKUYA∞ 編曲：KUME.
12. Don’t know why?
  - 作詞/作曲：：TAMATE BOX（UNIST） 編曲：KUME.
13. Believer
  - 作詞/作曲：：TAMATE BOX（UNIST） 編曲：KUME.
14. Life is beautiful
  - 作詞：SHIKATA 作曲：SHIKATA・GRP 編曲：KUME.
15. クリアスカイ (New Ver.）
  - 作詞/作曲：大西省吾 編曲：KUME.

### 初回限定盤DVD
LIVE盤
- 『TOUR FANTASIA 2018 -夢のトビラ-』アンコール公演（2018.10.8）ダイジェストを収録

MV盤
- 6th Single〜9th SingleのMusic VIdeo、「FANTASIC SHOW」のアーティスト写真・ジャケット写真撮影Makingを収録